# Mahatma Gandhi Heberpio
Mahatma Gandhi Heberpio Mattos Pires, conosciuto come Mahatma (Goiânia, 18 febbraio 1992), è un ex calciatore brasiliano, di ruolo centrocampista.

## Carriera
Nel 2012 ha disputato 7 partite nella massima serie brasiliana con l'Atlético Goianiense.